# Зеленець (Опольське воєводство)
Зеленець (пол. Zieleniec, нім. Gründorf) — село в Польщі, у гміні Покуй Намисловського повіту Опольського воєводства.
Населення — 643 особи (2011).

## Демографія
Демографічна структура станом на 31 березня 2011 року:
|          | Загалом | Допрацездатний вік | Працездатний вік | Постпрацездатний вік |
| -------- | ------- | ------------------ | ---------------- | -------------------- |
| Чоловіки | 322     | 74                 | 227              | 21                   |
| Жінки    | 321     | 68                 | 200              | 53                   |
| Разом    | 643     | 142                | 427              | 74                   |